# Àliga de Vilafranca
L'Àliga de Vilafranca és un element del bestiari popular català de Vilafranca del Penedès (Alt Penedès), on forma part del Seguici Popular de la Vila juntament amb altres elements folklòrics com el Drac, el Ball de Diables o els Gegants.

## La primera àliga
La primera referència de l'Àliga de Vilafranca és del 7 de juny del 1601 amb motiu de la canonització de sant Raimon de Penyafort. A la processó també hi participaren el Drac, els Diables i els Gegants. La peça era propietat d'una de les confraries amb més poder de la vila: la confraria de Sant Eloi, que agrupava els argenters, els armers, els clavetaires, els ferrers, els ganiveters, els llauners i els serrallers de la Vila.
L'Àliga era una peça de gran importància simbòlica, tenia un lloc destacat en les processons i era una representació del poder reial. De fet, participar en diverses processons extraordinàries el 30 de novembre del 1629, juntament amb les cotonines, per celebrar el naixement del fill de Felip IV, i més tard, el 23 d'octubre del 1689, amb motiu del casament del rei Carles II amb Marianna del Palatinat-Neuburg.
Segons Francesc de Paula Bové (El Penedès. Folklore dels balls, danses i comparses populars, 1926) l'Àliga antiga feia uns deu pams d'alçada i portava sobre el cap una corona imperial de metall amb un colomí viu al mig. La feien ballar tres homes vestits amb camisa blanca, armilla vermella, pantalons blancs amb vió vermells, camalls vermells amb picarols, espardenyes de vetes vermelles i mocador al cap. Cap a l'any 1882 l'Àliga deixà de sortir a la Festa Major a causa del seu mal estat de conservació.
L'any 2018, l'historiador Jordi Vidal va trobar un contracte de 1664, entre els administradors de la confraria de Sant Eloi i el pintor amb Benet Artigues, per restaurar l’Àliga de Vilafranca. El document notarial ha permès descobrir que l’Àliga de Vilafranca del segle xvii era, com la de Barcelona i la resta d'àligues de l'època, completament daurada i coronada.
El document especifica que l'Àliga està formada per un cap és massís daurat amb làmines d'or, i la part de les ales estava feta de pell repujada i daurada. La corona també era daurada, però de menys puresa. Les primeres referències d’aquesta peça són del 1601 i aquest document en confirma l'existència abans de 1664 i en permet conèixer el color. Tot i això, encara se'n desconeix la forma.

## L'Àliga de 1926

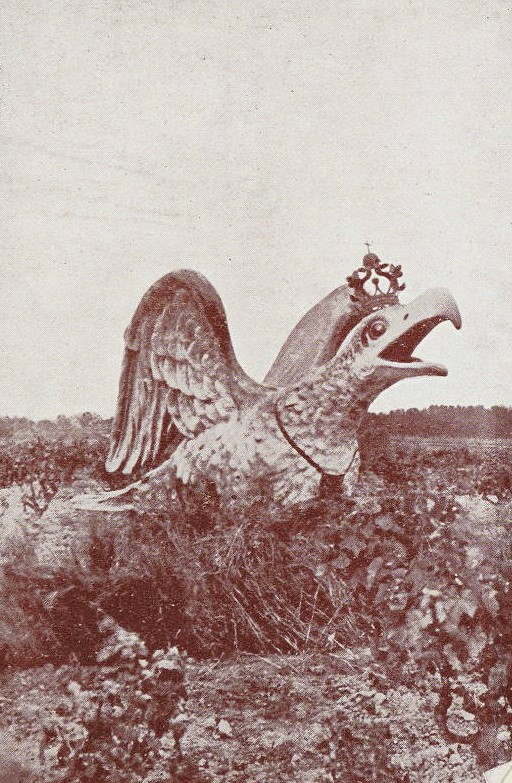
Fotografia de l'Àliga de Vilafranca de 1926 amb les ales obertes entre vinyes

El 1926 s'estrenà una nova Àliga per Corpus i es refundà el Ball de l'Àliga. Aquesta nova peça tenia uns vint-i-dos pams de llargada i tenia les ales desplegades. Fou construïda per Mestres («Cigala»), l'agutzil de la vila. Malauradament, la peça era massa pesada i inestable per culpa de la posició de les ales i es va decidir modificar la peça perquè tingués les ales plegades tal com podem veure en la peça actual.
La peça fou construïda de cartó-pedra, amb un bastiment interior de fusta on hi ha encaixades les potes que permeten exhibir-la en repòs. És de tonalitats ocres i porta l'escut de la vila al pit. Al bec hi porta un colom dissecat i pesa al voltant d'uns 110 kg. Aquest pes elevat feu que després de la Guerra Civil, tot i que se celebrà la Festa Major, no es trobessin balladors per a l'Àliga.
A causa del mal estat de conservació, aquesta Àliga va deixar de ballar l’any 2002 i fou substituïda per una nova peça construïda per Dolors Sans. Aquesta peça tenia les ales desplegades com la primera Àliga de 1906 i estava construïda de fibra de vidre, un fet, que en reduïa considerablement el pes. L'Àliga nova va sortir des del 2003 fins al 2011 quan es va decidir restaurar l'Àliga vella. Anys més tard, el 2014, l'Ajuntament va cedir l'Àliga nova l’associació de Veïns del Barri Sant Julià de la mateixa ciutat i actualment hom la coneix com a l'Àliga de Sant Julià de Vilafranca del Penedès.
L'estiu de 2011, l'Àliga va ser restaurada en mans del constructor Jordi Grau del Taller El Drac Petit de Terrassa. L'Àliga es trobava en mal estat de conservació pel fet de ser una peça antiga i per les diverses intervencions poc rigoroses que havia patit. Durant el procés de restauració se li eliminaren fins a 11 kg de capes de pintura i diversos materials afegits al llarg dels anys, se'n regenerà el cartó de la part exterior i es repintà seguint els tons originals. Gràcies al procés de restauració l'Àliga va passar de pesar 120 kg a 106 kg.
A banda de la recuperació de la peça de principis del segle xx també s'incorporà al ball una nova coreografia de Xavier Leoz, un ball solemne en què l'Àliga balla sola amb una peça de nova creació composta per Miquel Benito.